# Arnoseris minima
Arnoseris minima é uma espécie de planta com flor pertencente à família Asteraceae. 
A autoridade científica da espécie é (L.) Schweigg. & Körte, tendo sido publicada em Flora Erlangensis 2: 72. 1811.
O seu nome comum é amarela.

## Portugal
Trata-se de uma espécie presente no território português, nomeadamente em Portugal Continental.
Em termos de naturalidade é nativa da região atrás indicada.

## Protecção
Não se encontra protegida por legislação portuguesa ou da Comunidade Europeia.